# Анісова Богдана Андріївна
Богдана Андріївна Анісова (16 березня 1992) — українська волейболістка, догравальник. Гравець національної збірної України. 

## Із біографії
Волейболом почала займатися в Югорську (Ханти-Мансійський автономний округ). Вихованка полтавської СДЮШОР №2. Виступала в командах «Сєвєродончанка», «Телеком» (Азербайджан), «Динамо» (Румунія), «Алмати» (Казахстан), «Мюнстер» (Німеччина), «Санта-Люсія» (Філіппіни), «Мінчанка» (Білорусь), «Уралочка» (Єкатеринбург, Росія). З 2021 року захищала кольори кам'янського «Прометею». Колеги обрали її капітаном команди.
Після російського вторгнення до України виїхала до Єгипту. У складі столичного «Аль-Ахлі» стала чемпіонкою країни і віцечемпіонкою клубної першості континенту.
Виступала за молодіжну збірну України. До національної команди запрошується періодично, учасниця чемпіоната Європи 2021 року.

## Клуби
Список клубів, за які виступала Богдана Анісова:
| Роки      | Команди                        |
| --------- | ------------------------------ |
| 2006—2011 | «Сєвєродончанка»               |
| 2012—2014 | «Телеком» (Баку)               |
| 2014—2015 | «Динамо Ромпрест» (Бухарест)   |
| 2015—2016 | «Алмати»                       |
| 2016—2017 | «Мюнстер»                      |
| 2018—2019 | «Ста Люсія Леді Ріелторс»      |
| 2018—2019 | «Мінчанка» (Мінськ)            |
| 2019—2021 | «Уралочка-НТМК» (Єкатеринбург) |
| 2021—2022 | «Прометей»                     |
| 2021—2022 | «Аль-Ахлі» (Каїр)              |
| 2022—2023 | «Болу Беледієспор» (Болу)      |
| 2022—2023 | «В'єтінбанк» (Ханой)           |
| 2022—2024 | «Гресік Петрокімія» (Гресік)   |
| 2024—2025 | «Маккабі» (Хайфа)              |
| 2024—     | «Муров» (Баку)                 |

## Досягнення
- 2015 — бронзова призерка кубка Казахстану.
- 2019 — чемпіонка і володарка кубка Білорусі.
- 2020 — бронзова призерка чемпіонату Росії.
- 2021 — переможниця суперкубка України.
- 2022 — переможниця кубка України.
- 2022 — чемпіонка України.
- 2022 — чемпіонка Єгипту.
- 2022 — срібна призерка клубного чемпіонату Африки.

## Статистика
Статистика виступів в єврокубках:
| Сезон   | Клуб                | Турнір         | Ігри | Сети | Очки | Ср.  | Примітки |
| ------- | ------------------- | -------------- | ---- | ---- | ---- | ---- | -------- |
| 2006/07 | «Сєвєродончанка»    | Кубок ЄКВ      |      |      |      |      |          |
| 2008/09 | «Сєвєродончанка»    | Кубок виклику  |      |      |      |      |          |
| 2014/15 | «Динамо» (Бухарест) | Кубок ЄКВ      | 2    | 9    | 25   | 2,78 |          |
| 2018/19 | «Мінчанка»          | Ліга чемпіонів | 6    | 20   | 71   | 3,55 |          |
| 2019/20 | «Уралочка»          | Ліга чемпіонів | 6    | 27   | 72   | 2,67 |          |
| 2020/21 | «Уралочка»          | Ліга чемпіонів |      |      |      |      |          |
| 2021/22 | «Прометей»          | Ліга чемпіонів | 10   | 37   | 97   | 2?62 | [ 5 ]    |

У збірній:
| Рік  | Турнір           | Ігри | Сети | Очки | Ср. | Місце | Примітки |
| ---- | ---------------- | ---- | ---- | ---- | --- | ----- | -------- |
| 2021 | Чемпіонат Європи | 6    | 13   | 26   | 2   |       |          |

## Галерея

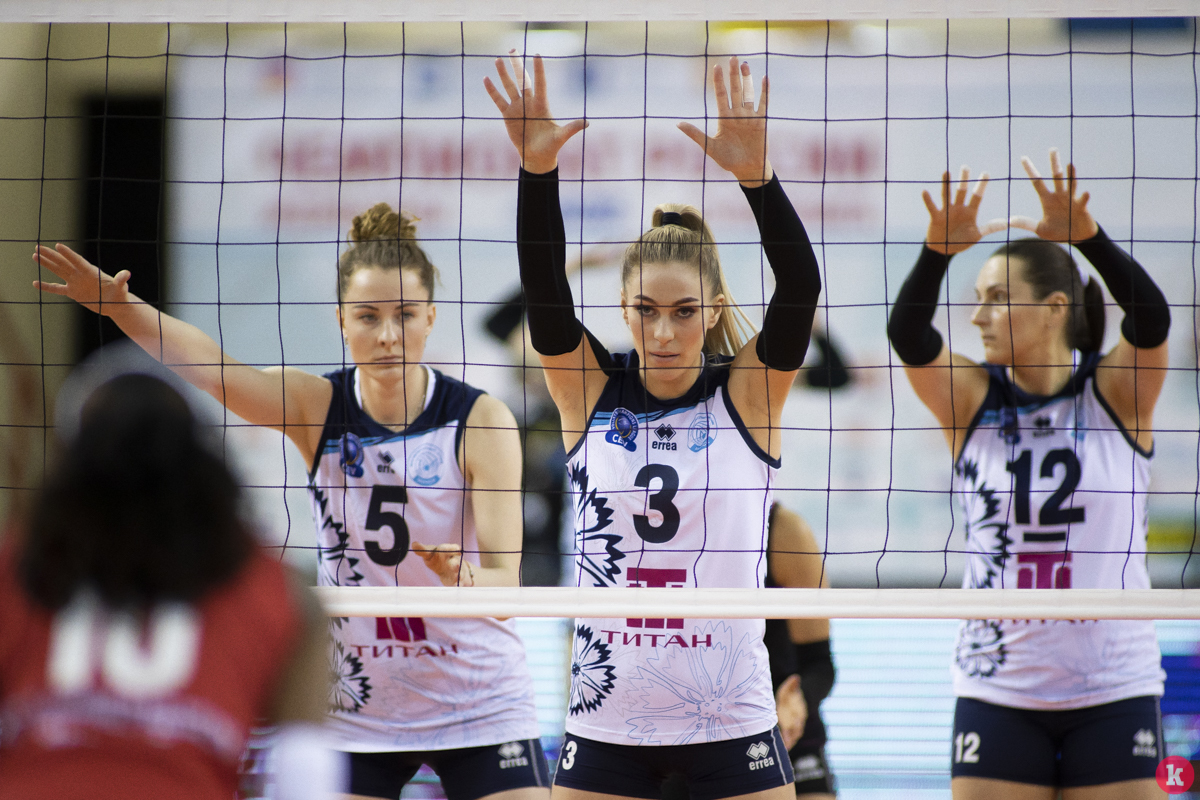
Волейболістки «Мінчанки» Богдана Анісова (№ 5), Надія Столяр (№ 3) і Оксана Ковальчук (№ 12)
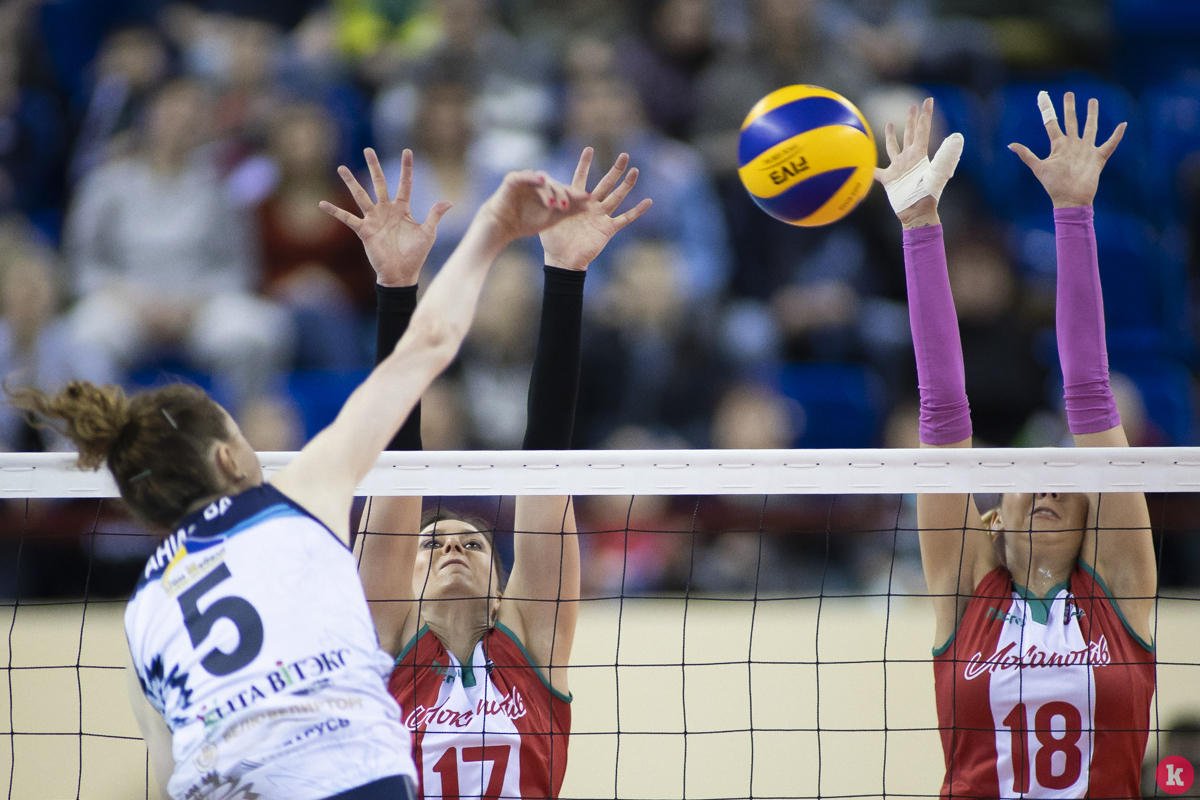
Богдана Анісова (№ 5)